# Parker (Arizona)
Parker – miasto w Stanach Zjednoczonych, w stanie Arizona, stolica hrabstwa La Paz.

## Demografia
W 2008 liczyło 3158 mieszkańców. W 2023 liczba mieszkańców wzrosła do 3400 osób, a gęstość zaludnienia do 59,6 osoby/km².